# Хашгорт
Хашго́рт (рос. Хашгорт) — присілок у складі Шуришкарського району Ямало-Ненецького автономного округу Тюменської області, Росія. Входить до складу Горківського сільського поселення.
Населення — 20 осіб (2010, 49 у 2002).
Національний склад станом на 2002 рік: ханти — 100 %.
Стара назва — Хошгорт.